# Scott Lithgow
Scott Lithgow war ein Schiffbauunternehmen in Port Glasgow und Greenock (Schottland). Es entstand 1967 durch den Zusammenschluss der Werften Scotts Shipbuilding and Engineering Company und Lithgows.

## Geschichte

### Der Geddes Report
Ab 1968 wurden die Konzentrationsempfehlungen des Geddes Report umgesetzt und ein Zusammenschluss mit Lithgows beschlossen, um eine neue Unternehmensstruktur zu schaffen. Eine der ersten Maßnahmen war das mit Lithgow gemeinsam eröffnete Scott Lithgow Ausbildungszentrum. Am 1. Januar 1970 gründete man Scott Lithgow Limited als Dachgesellschaft, die zu 60 Prozent zu Scotts gehörte. Unter dem Scott-Lithgow-Dach entstanden neben den beiden weiterhin unabhängig arbeitenden Werften Scotts Shipbuilding Co. (1969) und Lithgows (1969) eine ganze Reihe von Tochterunternehmen:
- Scotts Engineering Co (1969) Ltd
- Scotts and Sons (Bowling) 1969 Ltd

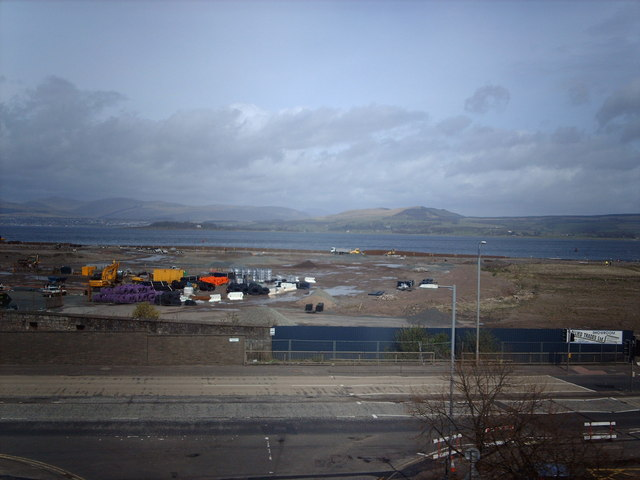
Blick auf das Gelände von Lithgows ehemaliger Glen-Werft

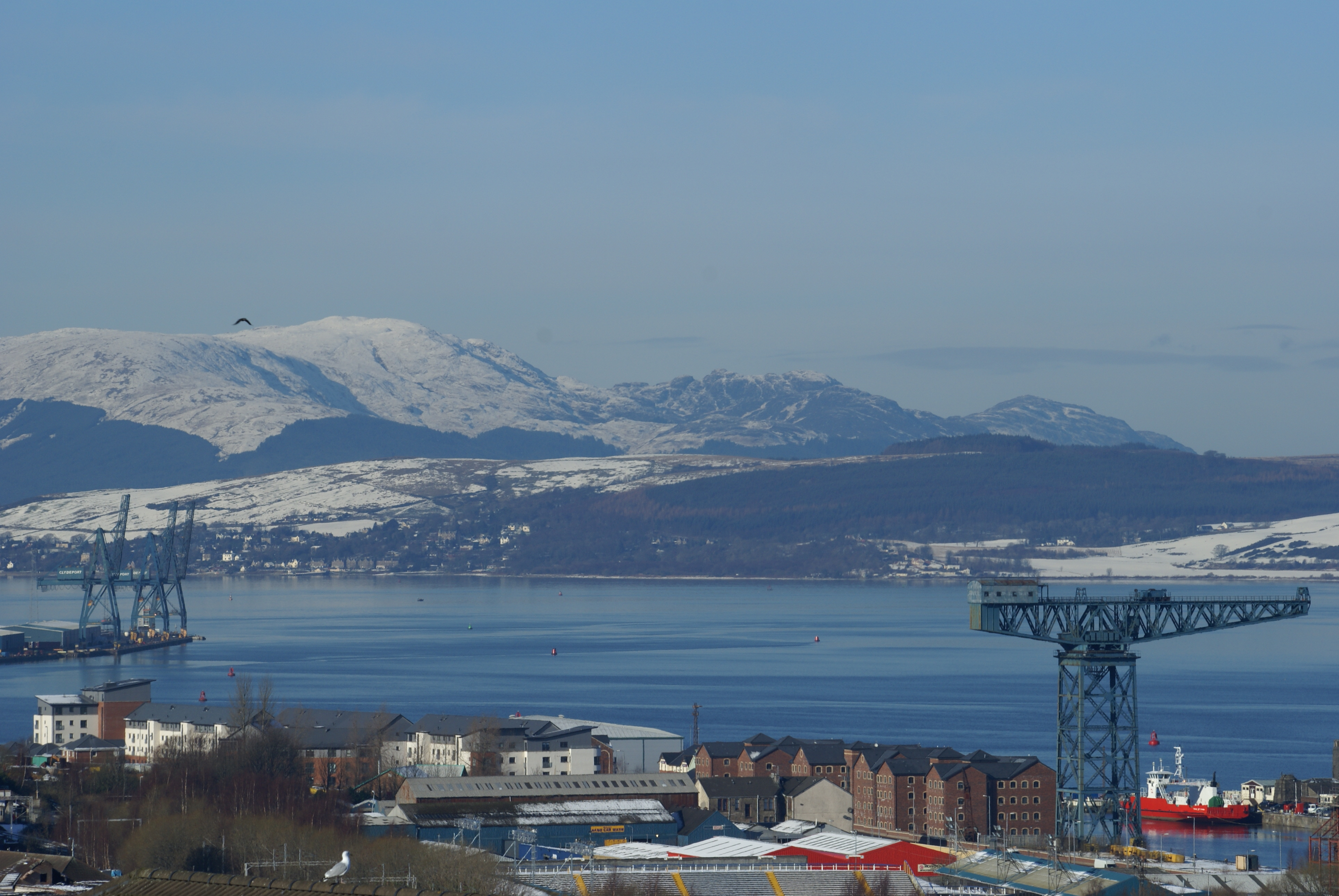
Blick auf die ehemalige Scotts-Werft

- Ferguson Bros (Port Glasgow) 1969 Ltd
- Caledonia Joinery Co (1969) Ltd
- Caledonia Fabrications (1969) Ltd

1971 kam die Newark Ferguson Ltd als Tochterunternehmen von Ferguson Bros (Port Glasgow) Ltd hinzu, um Entwicklungsaufgaben zu vermitteln.
Am 30. April 1973 wurde die Cowal Engineering Co Ltd mit ihren beiden Tochterunternehmen, Greenock Engineering Co Ltd und Inchgreen Engineering Co Ltd erworben. Inchgreen Engineering wurde im Dezember 1976 in Scott Lithgow (Offshore) Ltd umbenannt, um den Offshoresektor der Gruppe zu übernehmen.
Im Juni 1974 entstanden die Ardgowan Shipping Co Ltd sowie die Blackhall Shipping Co Ltd, die beide im Zuge der finanziellen Abwicklung von zwei Schiffsneubauten vor der eigentlichen Aufnahme des Geschäfts an die Furness Withy Gruppe abgegeben wurden.
Newark Ferguson wurde 1975 an Scott Lithgow verkauft, nachdem deren Geschäft mit Propellerschaftdichtungen an die Cowal Engineering abgegeben worden war.

### British Shipbuilders Corporation
Scott Lithgow Ltd wurde zum 1. Juli 1977 verstaatlicht und in die British Shipbuilders Corporation eingegliedert. Knapp vier Jahre darauf, etwa ab April 1981, wurde begonnen, British Shipbuilders zu reorganisieren, was zur Folge hatte, dass Scott Lithgow dem Offshoresektor zugeschlagen und auch umstrukturiert wurde. Die Tochtergesellschaften wurden im Zuge einer Konzentration entweder in die Muttergesellschaft eingegliedert, geschlossen (Cowal Engineering) oder, wie Ferguson Shipbuilders komplett aus dem Unternehmen herausgelöst.

### Trafalgar House
Am 28. März 1984 verkaufte man das Unternehmen Scott-Lithgow und die Werften an Trafalgar House. Rechtlich bestand Scott Lithgow noch bis 1993, als es analog zum Abbruchbeginn seiner letzten Werft aus dem Handelsregister gestrichen wurde.